# 宇治原史規
宇治原史規（日语：宇治原 史規，1976年4月20日—），日本藝人，漫才師。出生於大阪府四条畷市。2004年畢業於京都大学。所属經紀公司為吉本兴业。身高177cm。日本門薩會員。
宇治原曾在1996年時與菅廣文合組雙人搞笑組合「廬山」（ロザン），擔任吐嘈的角色。

## 經歷
- 1976年出生於大阪府四条畷市。
- 1992年大阪教育大學附属高等學校天王寺校入學。
- 1995年京都大學（法學部）入學。
- 1996年與菅廣文一起組成搞笑團體「廬山」。
- 2004年京都大學（法學部）畢業。

## 演出作品

### 電視
- クイズプレゼンバラエティー Qさま!!（朝日電視台）
- 熱血!平成教育学院（前平成教育予備校）（富士電視台）
- クイズ!紳助くん（朝日放送）※隔週
- ちちんぷいぷい（毎日放送）※毎週火曜日
- よ〜いドン!（関西電視台）※毎週金曜日
- あさパラ!（讀賣電視台）
- 今ちゃんの「実は…」（朝日放送）
- お笑いワイドショー マルコポロリ!（関西電視台）
- プライスバラエティ ナンボDEなんぼ（関西電視台）
- 水野真紀の魔法のレストラン（毎日放送）
- 美女裁判〜恋愛裁判員制度〜（朝日放送）

### 電台
- GAKU-Shock（TBS廣播、朝日放送）

## 外部連結
- 宇治原史規的簡介（吉本興業官方網站）